# Mirosław Parzymięs
Mirosław Parzymięs (ur. 1952) – polski koszykarz, występujący na pozycji obrońcy, dwukrotny medalista mistrzostw Polski.

## Osiągnięcia
Drużynowe
- Brązowy medalista Polski (1979, 1980)
- Finalista pucharu Polski (1978)
- Awans do najwyższej klasy rozgrywkowej (1974)